# Bronisław Wolanin
Bronisław Wolanin (ur. 21 maja 1937 w Bełżcu, zm. 17 lutego 2013 w Bolesławcu) – polski ceramik i projektant przemysłowy. Uznawany za twórcę współczesnego stylu w wyrobach kamionkowych z Bolesławca.

## Życiorys
Absolwent Państwowej Wyższej Szkoły Sztuk Plastycznych we Wrocławiu w pracowni prof. Julii Kotarbińskiej. Dyplom uzyskał w 1962 roku. Po studiach pracował jako nauczyciel w szkole zawodowej w Bolesławcu. W 1964 rozpoczął pracę w Spółdzielni „Ceramika Artystyczna” w Bolesławcu, z którą pozostał związany przez większość swojej kariery zawodowej, z wyjątkiem lat 1980–1985, kiedy pracował w Zakładzie Ceramicznym „Bolesławiec”. W „Ceramice Artystycznej” zajmował stanowisko kierownika artystycznego i głównego projektanta ; w 1992 powierzono mu ponadto funkcję prezesa spółdzielni, ale jeszcze w tym samym roku został na tym stanowisku zastąpiony. Na emeryturę przeszedł w 2012 .

## Twórczość
Do najstarszych dzieł Wolanina należą archaizowane ceramiczne figurki z zakresu ceramiki unikatowej. Jego pierwsze projekty dla „Ceramiki Artystycznej” to nawiązujące do tradycyjnej ceramiki bolesławieckiej kamionkowe formy naczyniowe, plakietki i miniatury, pokryte żłobkowaniem wazony oraz inne naczynia zdobione reliefami z motywami heraldycznymi i roślinnymi, uwydatnianymi dzięki przetarciom w szkliwie. Jeszcze w latach 60. XX w. artysta zaczął odchodzić od wzorów tradycyjnych na rzecz naczyń o silnie zgeometryzowanych kształtach o starannych proporcjach. Charakteryzowały się one wyraźnym podziałem na korpus i zwieńczenie formy; były zdobione szkliwami o szerokiej palecie barw i różnym stopniu ich nasycenia, a także krakelurą. W latach 80. zaczęły powstawać proste naczynia o miękkich konturach, inspirowane kształtami kwiatów; później – naczynia o różnorodnych kształtach zdobione odwołującą się do miejscowej tradycji dekoracją stempelkową lub malowaną, w której drobny motyw, najczęściej w kolorze brązu lub kobaltu, pokrywał równomiernie całość naczynia.
Od lat 80. artysta tworzył unikatowe obrazy ceramiczne – prostokątne kompozycje z ręcznie formowanych elementów kamionkowych lub porcelanowych, przedstawiające motywy abstrakcyjne oraz wywodzące się z natury i sztuki ludowej. W latach 90. powstały też jego unikatowe naczynia z porcelany o zróżnicowanych, postmodernistycznych kształtach, zdobione linearną dekoracją malowaną przy użyciu złota lub platyny.
Prace artysty znajdują się w zbiorach Muzeum Ceramiki w Bolesławcu, Muzeum Górnośląskiego w Bytomiu, Muzeum w Gliwicach, Muzeum Okręgowego w Jeleniej Górze, Muzeum Okręgowego w Legnicy, Muzeum Narodowego w Poznaniu, Muzeum Narodowego w Szczecinie, Muzeum Okręgowego w Wałbrzychu, Muzeum Narodowego w Warszawie, Muzeum Narodowego we Wrocławiu, Everson Museum of Art w Syracuse w USA.

## Odznaczenia, nagrody i wyróżnienia[b]
Otrzymał liczne nagrody i wyróżnienia za swoją pracę projektową i artystyczną, m.in.:
- 1965 – II nagroda za całość prac na Dorocznym Przeglądzie Ceramiki w Warszawie
- 1966 – II nagroda za zastawę stołową na Dorocznym Przeglądzie Ceramiki w Warszawie
- 1967 – II nagroda za zastawę stołową oraz nagroda specjalna BHZ Coopexim na Dorocznym Przeglądzie Ceramiki w Warszawie
- 1969 – I i II nagroda na Dorocznym Przeglądzie Ceramiki w Warszawie
- 1970 – medal za kolekcję rzeźb ceramicznych na Międzynarodowym Triennale Ceramiki w Sopocie
- 1970 – nagroda na Międzynarodowych Targach Poznańskich za „Nowości Eksportowe”
- 1972 – I i II nagroda oraz cztery wyróżnienia na Dorocznym Przeglądzie Ceramiki w Warszawie
- 1972 – I nagroda w konkursie na pamiątkę wrocławską i dolnośląską za „Miniatury naczyń i figurki z kamionki bolesławieckiej”
- 1973 – brązowy medal na ogólnopolskiej wystawie Artyści plastycy z kręgu Cepelii w Warszawie
- 1975 – Srebrny Krzyż Zasługi
- 1978 – I nagroda na wystawie Ceramika dla Architektury w Lęborku
- 1979 – główna nagroda „Za całokształt przedstawionych pamiątek z ceramiki” w konkursie na pamiątkę regionu dolnośląskiego we Wrocławiu
- 1983 – II nagroda na III Biennale Ceramiki Polskiej w Wałbrzychu
- 1983 – nagroda CHZ „Minex” na Międzynarodowych Targach Poznańskich
- 1984 – dyplom honorowy Ministra Kultury i Sztuki
- 1984 – nagroda prasy dolnośląskiej „Za wyjątkowy wkład w rozwój polskiej ceramiki artystycznej”
- 1985 – III nagroda na IV Biennale Ceramiki Polskiej w Wałbrzychu
- 1987 – I nagroda na V Biennale Ceramiki Polskiej w Wałbrzychu
- 1987 – I nagroda (Złota Gwiazda Jakości) na Międzynarodowych Targach Ceramiki i Szkła w Walencji[3]
- 1988 – Złoty Krzyż Zasługi
- 1990 – I nagroda na wystawie Polska Ceramika Współczesna w Warszawie
- 1991 – I nagroda Ministra Kultury i Sztuki oraz złoty medal na V Międzynarodowym Triennale Ceramiki – Sopot 91
- 1996 – nagroda Ministra Przemysłu i Handlu „Wzór Roku”
- 1999 – I nagroda w międzynarodowym konkursie na aranżację stołu weselnego na Targach „Ambiente '99” we Frankfurcie nad Menem
- 2011 – Brązowy Medal „Zasłużony Kulturze Gloria Artis”[18]
- 2011 – Honorowe obywatelstwo Bolesławca[19].

## Wystawy indywidualne[c]
- 1968 – Muzeum Ceramiki w Bolesławcu
- 1975 – Muzeum Okręgowe w Jeleniej Górze
- 1976 – Okręgowe Muzeum Miedzi w Legnicy
- 1977 – BWA w Wałbrzychu
- 1977 – Galeria Hutmen – BWA we Wrocławiu
- 1977 – Międzyzakładowy Dom Kultury w Brzegu Dolnym
- 1978 – Muzeum Dawnego Kupiectwa w Świdnicy
- 1979 – wystawa Ceramika artystyczna Bronisława Wolanina, BWA w Jeleniej Górze
- 1980 – BWA, Piła, Dębica
- 1981 – Gminny Ośrodek Kultury w Debrznie
- 1981 – wystawa Ceramika Bronisława Wolanina, Muzeum Narodowe we Wrocławiu
- 1983 – BWA, Zamość
- 1985 – Galeria EMPiK, Jelenia Góra
- 1986 – BWA, Zielona Góra
- 1987 – Galeria Sztuki Użytkowej „Cepelia”, Warszawa
- 1990 – wystawa Bronisław Wolanin – Ceramika, BWA, Jelenia Góra
- 1997 – wystawa Ceramika Bronisława Wolanina, Galeria Sztuki Współczesnej Muzeum Okręgowego w Łomży
- 1998 – wystawa Bronisław Wolanin – Ceramika, Galeria Promocje, Jelenia Góra
- 2000 – retrospektywna wystawa ceramiki Bronisława Wolanina w Muzeum Ceramiki w Bolesławcu
- 2004 – wystawa ceramiki Bronisława Wolanina na Międzynarodowych Targach Poznańskich
- 2005 – Muzeum Sztuk Użytkowych, Poznań